# 1733
Het jaar 1733 is het 33e jaar in de 18e eeuw volgens de christelijke jaartelling.

## Gebeurtenissen
januari
- januari - Het gewest Holland besluit, tot ergernis van Gelderland en Overijssel, eenzijdig het leger tot 10.000 man terug te brengen.

februari
- 12 - Engelse kolonisten stichten Savannah en daarmee de kolonie Georgia.

april
- 26 Mark Catesby wordt in de Royal Society gekozen.

mei
- 26 - Uitvinder van de schietspoel John Kay krijgt patent op zijn vinding.

zonder datum
- Begin van de Poolse Successieoorlog.
- Holland komt terug op zijn besluit het leger te verkleinen in verband met de gespannen situatie in Europa.

## Muziek
- Georg Philipp Telemann publiceert in Hamburg zijn Musique de Table
- Johann Sebastian Bach componeert het Kyrie en het Gloria van de Hohe Messe
- In Oxford vindt de eerste uitvoering van Georg Friedrich Händels oratorium Athalia plaats en in Londen van zijn oratorium Deborah
- Pietro Locatelli componeert zijn L'arte del violino

## Bouwkunst

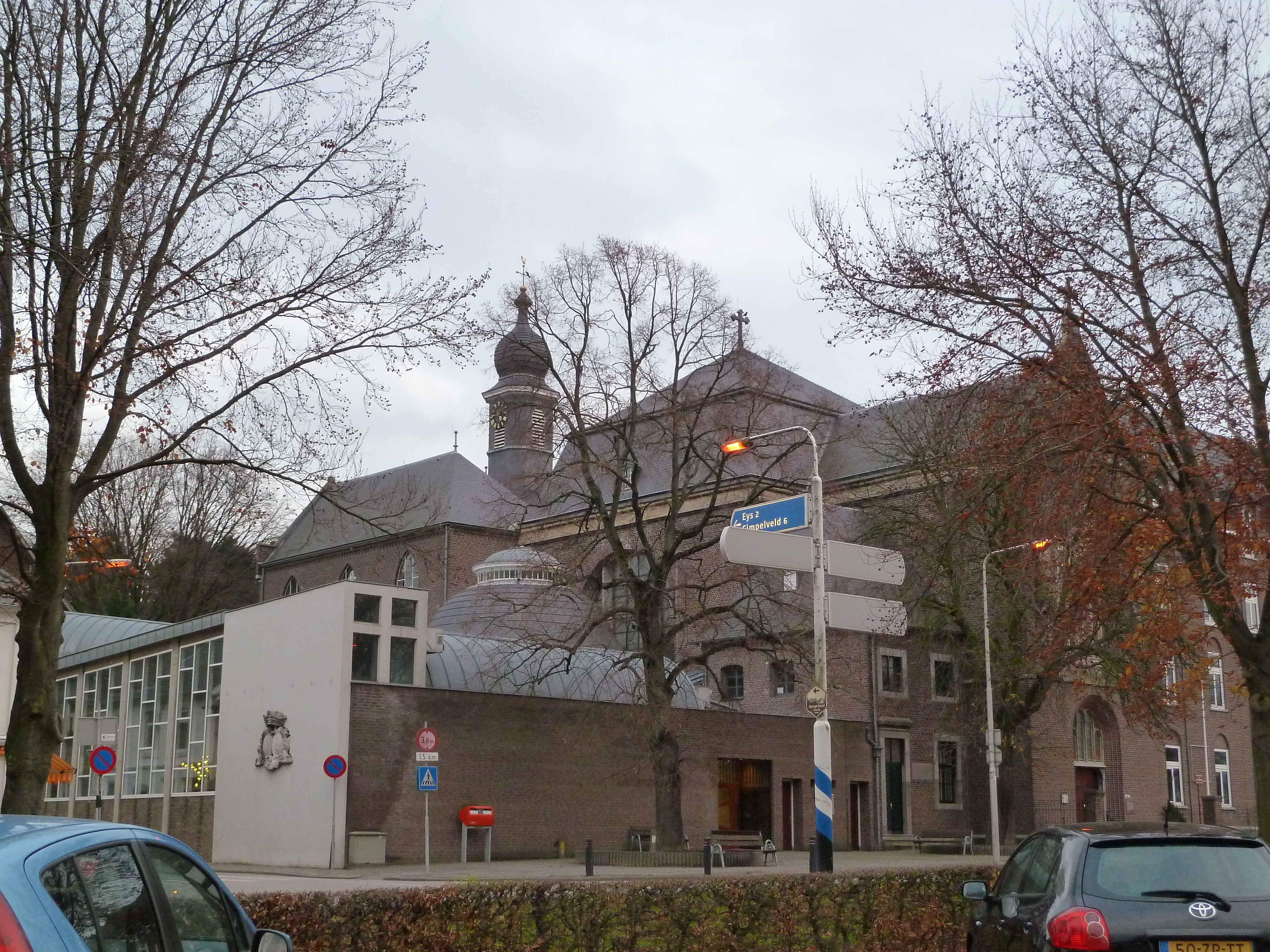
Capucijnenkerk, Wittem (1733)

## Geboren
februari
- 20 - Ahasverus van den Berg, Nederlands predikant en dichter (overleden 1807)

maart
- 13 - Johann Zoffany, Duits-Engels kunstschilder (overleden 1810)

mei
- 11 - Victoire Louise van Frankrijk, prinses van Frankrijk (overleden 1799)
- 13 - Joseph Priestley, Engels filosoof, theoloog en chemicus (overleden 1804)

juni
- 6 - Lorenz Pasch de Jongere, Zweeds kunstschilder (overleden 1805)

augustus
- 1 - Richard Kirwan, Iers scheikundige en geoloog (overleden 1812)

september
- 5 - Christoph Martin Wieland, Duits schrijver (overleden 1813)

## Overleden
mei
- 18 - Georg Böhm (67), Duits componist en organist

september
- 11 - François Couperin (64), Frans componist

oktober
- 31 - Everhard Lodewijk van Württemberg (57), hertog van Württemberg

december
- 31 - Hubert Kornelisz. Poot (44), Nederlands dichter